# Căprioara, Arad
Căprioara este un sat în comuna Săvârșin din județul Arad, Banat, România.

## Personalități
- Alexandru Marta - avocat, magistrat și om politic.